# Antonio Tozzi
Antonio Tozzi (Bologna, 1736 – 1812) è stato un compositore d'opere italiano.

## Biografia
Tozzi ricevette la sua formazione musicale dapprima dal celebre Giovanni Battista Martini e in seguito presso l'Accademia Filarmonica di Bologna. Nel 1762 rappresentò a Venezia le sue prime opere, tra le quali l'opera semiseria La morte di Dimone, la prima messa in musica di un libretto di Giovanni Bertati, con un grande dispendio di macchinari, coro e balletto. Nel 1774 fu nominato maestro di cappella di corte a Monaco, dove rappresentò l'opera Orfeo ed Euridice. Però presto dovette lasciare la città e tornare in Italia, in quanto venne alla luce la relazione tra il compositore e la contessa Seefeld. Circa questo scandalo Leopold Mozart scrisse una lettera a sua moglie commentando: "Tu devi raccontare a tutti la storia tra Tozzi e la contessa Seefeld, così che la gente capisca che gli italiani sono ovunque furfanti".
Dopo aver composto e rappresentato la sua successiva opera a Venezia, ossia Rinaldo (il quale libretto fu tratto dall'Armida di Franz Joseph Haydn), nel 1776 il suo campo d'azione si spostò in Spagna. Presso Madrid e Barcellona, oltre a opere proprie (come I gemelli Castore e Polluce), mise in scena lavori di altri noti compositori dell'epoca, come Vicente Martín y Soler, Giovanni Paisiello, Domenico Cimarosa, Pietro Alessandro Guglielmi e Pasquale Anfossi. Nel 1783 diventò direttore del Teatro Santa Cruz a Barcellona. Tozzi rimase in Spagna fino al 1805 circa, per poi tornare definitivamente a Bologna.
Di Tozzi circa una ventina di opere sono drammi giocosi, ma con il dramma, il dramma serio, la tragedia e l'opera seria era chiaramente prevalente nella sua produzione l'elemento eroico-mitologico. La sua opera è caratterizzata da un grande talento drammatico e melodico e da uno stile d'orchestrazione compatto, nella quale spesso a tutti gli archi viene assegnato un compito principale, come ad esempio il ritmo marcato, il raddoppiamento delle voci, lo stabilimento di una contromelodia. Nel coevo Diario de Barcelona fu spesso nominato tra i principali compositori di Barcellona.